# Direct2Drive
Direct2Drive — інтернет-магазин, що спеціалізується на продажі цифрових копій відеоігор для персональних комп'ютерів, відкритий компанією IGN Entertainment у 2004 році.[⇨] У 2000-х і на початку 2010-х називався журналістами основним конкурентом Steam.[⇨] З 2009 по 2011 роки присуджував премію в галузі інді-ігор Direct2Drive Vision Award.[⇨]
Крім ігор сервіс також поширював іншу медіа-продукцію в цифровому вигляді, як-от книги, журнали та кінофільми. З 2014 року належить компанії AtGames і спеціалізується на перепродажі ключів активації ігор для інших служб цифрової дистрибуції.[⇨]

## Історія

Direct2Drive у 2008 році при IGN Entertainment

Сервіс Direct2Drive був відкритий компанією IGN Entertainment у жовтні 2004 року. Наступного року на додаток до ігор, сервіс почав продавати електронні версії книг про відеоігри видавництва Prima Games. У 2006 році служба розширила свій асортимент і почала поширювати фільми, телесеріали та аніме.
У 2009 році Direct2Drive відмовився продавати Call of Duty 4: Modern Warfare на знак протесту проти інтеграції в неї технології Steamworks від прямого конкурента Valve. Гра використовувала клієнт Steam для оновлення, підтримки та аутентифікації. Представники сервісу заявили, що раніше того ж року сповістили всіх своїх партнерів-видавців, що не продаватимуть у своєму магазині продукти, які використовують Steam для DRM-захисту. Незабаром до бойкоту приєдналися служби цифрової дистрибуції GamersGate й Impulse.
25 травня 2011 року сервіс був куплений у IGN компанією GameFly, яка спеціалізувалася на оренді ігор для гральних консолей. У грудні 2011 року було анонсовано, що сервіс буде об'єднаний з GameFly Digital, а багато вже куплених ігор не будуть доступні в новому сервісі. Платформа GameFly Digital була багатоплатформовою службою продажу та оренди ігор, а також надавала необмежений доступ до своєї бібліотеки за щомісячну підписку.
У серпні 2014 GameFly продала сервіс компанії AtGames. Новий власник перезапустив магазин під старим брендом Direct2Drive у листопаді 2014 року і обіцяв, що всі облікові записи користувачів збережуться, а ігри куплені в GameFly продовжать бути доступними. Компанія AtGames, що спеціалізується на ретро-консолях і аркадних автоматах, уклала партнерські відносини з Atari щодо поширення їхніх класичних ігор через Direct2Drive, а також інтегрувала магазин в інші свої сервіси, як-от ArcadeNet і Bring Your Own Game.
У 2019 році компанія AtGames анонсувала партнерство з SNK Corporation, результатом якого став випуск їхніх старих ігор часів Neo-Geo і більш ранніх у магазині Direct2Drive.

## Опис сервісу
Від початку свого існування Direct2Drive був вебсайтом, за допомогою якого можна було купити цифрові версії відеоігор, а потім й інші медіапродукти, як-от книги, журнали, фільми та телесеріали. Для завантаження придбаних файлів на диск використовувалося спеціальне програмне забезпечення під назвою Downloader Manager.
У Direct2Drive використовувалася DRM-технологія ActiveMARK від компанії Trymedia. Для отримання ліцензії на куплений продукт було необхідно під'єднатися до DRM-сервера. Кількість одночасно активованих ліцензій була обмежена. Пізніше сервіс почав позиціювати себе як байдужий до питання DRM і почав так само продавати ігри без DRM захисту. Наявність або відсутність захисту залежала від розробника або видавця конкретного продукту.
Після купівлі сервісу компанією Gamefly, у 2012 році новий власник випустив власне програмне забезпечення, через яке можна було купувати й брати в оренду комп'ютерні ігри. Спеціалізацією перезапущеного сервісу Direct2Drive у 2014 році став перепродаж через вебсайт ключів активації ігор для інших магазинів, таких як Steam. Компанія AtGame об'єднала призначену для користувача базу сервісу зі своєю системою стримінгу аркадних ігор ArcadeNet та інтегрувала Direct2Drive у сервіс Bring Your Own Game, що дає змогу грати на консолях сімейства Legends Arcade в ігри для персональних комп'ютерів. Крім цього, Direct2Drive надає сервіс хмарного геймінгу D2D Streaming.

## Direct2Drive Vision Award

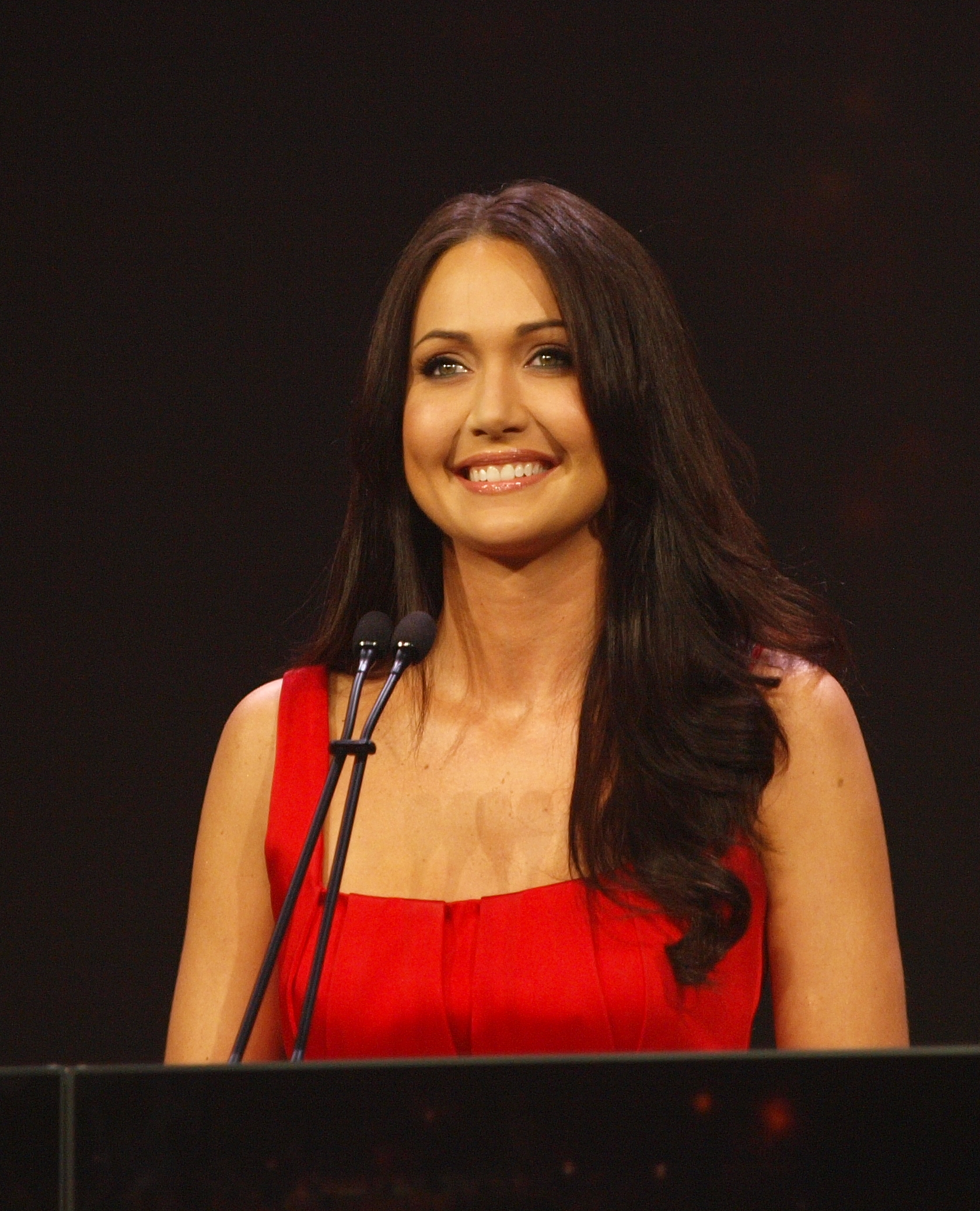
Ведуча IGN Джессіка Чобот оголошує лауреата премії у 2010 році

З 2009 по 2011 роки існувала премія Direct2Drive Vision Award у рамках фестивалю Independent Games Festival. Нагороду вручали незалежним розробникам за свіжі ідеї та інновації в індустрії відеоігор. Приз містив у собі 10000$ і просування на сервісі Direct2Drive.
| Рік  | Номінанти | Переможець                                   |
| ---- | --- | -------------------------------------------- |
| 2009 | - Cortex Command (Data Realms) - Dyson (Алекс Мей, Рудольф Кремерс) - Puzzlegeddon (Pieces Interactive)                                      | Osmos (Hemisphere Games)                     |
| 2010 | - HurricaneX2 (You Yun Tech) - Joe Danger (Hello Games) - NyxQuest: Kindred Spirits (Over The Top Games) - Super Meat Boy (Team Meat)        | Max & the Magic Marker (Press Play)          |
| 2011 | - Flotilla (Blendo Games) - Confetti Carnival (SpikySnail Games) - Hazard: The Journey for Life (Александер Брюс) - NightSky (Ніклас Нюгрен) | Amnesia: The Dark Descent (Frictional Games) |

## Відгуки та популярність
У номері журналу PC Magazine за жовтень 2004 року оглядач дав Direct2Drive три бали з п'яти й зазначив, що бібліотека ігор поки ще не дуже вражає. Журналіст NBC News Мет Слейджл теж відзначив малу кількість доступних ігор, але загалом написав позитивну рецензію, написавши, що сайт вигідно вирізнятиметься з-поміж конкурентів, надаючи докладний опис гри зі скриншотами та оглядами. Старший редактор журналу Computer Gaming World Дарен Гледстоун у своїй статті 2005 року зробив порівняльний аналіз Direct2Drive, Steam, GameTap, Yahoo! Games і сервіс від Comcast. Він оцінив бібліотеку ігор Direct2Drive вище за конкурентів, а зручність у використанні, навпаки, нижче за інші сервіси.
Журнал Game Developer називав сервіс основним конкурентом Steam наприкінці 2000-х років. У 2010 році видання написало, що ці два сервіси домінують у сфері продажу цифрових копій ігор. Журнал «Страна игр» теж назвав ці два сервіси лідерами ринку у 2010 році. Видання PC Zone того ж року назвало Steam і Direct2Drive гігантами ринку цифрового розповсюдження.
Сервіс GameFly Digital, частиною якого Direct2Drive був з 2011 по 2014 роки, журнал PC Gamer назвав однією з невдалих спроб створити «Netflix для ігор». Практику продажу ключів активації в інших магазинах, якою став займатися Direct2Drive після його придбання компанією AtGames, журнал PC Magazine назвав спірною, хоча і законною. Оглядач видання Джордан Майнор порівняв цю діяльність із торгівельними майданчиками Green Man Gaming і G2A, зазначивши що остання — найбільш сумнівна.